# Amel-sur-l'Étang
Amel-sur-l'Étang är en kommun i departementet Meuse i regionen Grand Est (tidigare regionen Lorraine) i nordöstra Frankrike. Kommunen ligger i kantonen Spincourt som tillhör arrondissementet Verdun. År 2022 hade Amel-sur-l'Étang 150 invånare.

## Befolkningsutveckling
Antalet invånare i kommunen Amel-sur-l'Étang
| Referens: INSEE |